# Магнитуда потреса
Магнитуда потреса је експериментално одређена мера јачине земљотреса. Скалу магнитуде развио је сеизмолог Чарлс Рихтер. Он је, 1935. године покушао да скалира јачине локалних земљотреса у јужној Калифорнији, и то према амплитудама вибрација земље, које су земљотреси изазивали на одређеном, познатом, растојању од њихових епицентара. Вибрације су бележене на сеизмографима, који су били стандардизовани, тако да су имали исти одговор на одређену јачину вибрација. Оригинална Рихтерова дефиниција магнитуде била је базирана на амплитудама површинских таласа ({\displaystyle A_{s}}), које су бележене на сеизмографима, на растојању од 100 km од епицентра земљотреса. Сигнали који су регистровани на овим сеизмограмима били су релативно различити, због тога што су сеизмографи били распоређени на различитим растојањима у односу на епицентар. Због тога је било потребно сеизмограме анализирати са великом пажњом, да би резултати били прецизни. 
Сада постоје инструменти, који су толико осетљиви да могу веома прецизно регистровати и сигнале са растојања од 20°, који се називају телесеизмички сигнали. Оригинално, магнитуда је одређена на основу хоризонталних покрета земље, због тога што су сеизмолошке станице поседовале сеизмометре који мере само хоризонталне помераје. Међутим, површински таласи који су регистровани овим инструментима, састојали су се од Лавових и Рејлијевих таласа, што компликује теоретску интерпретацију записа сеизмографа. Сеизмометри, који служе за регистрацију вертикалних помераја, региструју само Рејлијеве таласе, па је тако, дефиниција магнитуде површинских таласа, постала базирана на вертикалној компонентни помераја. Највећи број магнитуда површинских таласа одговара земљотресима који се догађају широм света, и сада је заснована на записима вертикалних помераја.

## Рихтеров рад
Рихтер је, обављајући обраду података о серији земљотреса у Калифорнији, на хоризонталном торзионом сеизмометру, уочио међусобну корелабилност облика функционалне зависности максималних амплитуда трансверзалних сеизмичких таласа, регистрованих код различитих земљотреса. Он је дао дефиницију локалне магнитуде земљотреса {\displaystyle M_{L}} (за локалне и блиске земљотресе). Изразио је преко максималне регистроване амплитуде сеизмичког таласа ({\displaystyle A}), на сеизмографу који је користио, нормиране еквивалентном (калибрационом) амплитудом ({\displaystyle A_{0}}), коју би произвео земљотрес нулте магнитуде ({\displaystyle M_{L}}) на истом растојању од епицентра:
{\displaystyle M_{L}=log{\frac {A}{A_{0}}}}.
Амплитуда {\displaystyle A_{0}} је генерализована функционална зависност амплитуде од епицентралног растојања, која је изведена тако да за епицентрално растојање од 100 km, земљотрес нулте магнитуде резултује еквивалентном максималном амплитудом од 1 μm на стандардном сеизмографу, који је користио Рихтер.
Данас се користи велики број сеизмографа, чије се карактеристике битно разликују од стандардног типа (хоризонталног торзионог сеизмометра, који је користио Рихтер). За изражавање Рихтерове локалне магнитуде често користи поступак свођења карактеристика сеизмограма таквих сеизмографа на стандардни тип, односно, врши се трансформација максималне регистроване амплитуде на еквивалентну амплитуду, коју би, у истим условима, регистровао стандардни сеизмограф.

## Поступци за одређивање магнитуде
До сада је развијено пет различитих емпиријских метода за утврђивање величине магнитуде земљотреса, на основу:
- величине максималне амплитуде сеизмичког сигнала, његове периоде и растојања од епицентра;
- дужине трајања сеизмичког сигнала изнад одређеног амплитудног нивоа;
- карактеристика енвелопе сеизмичког сигнала на сеизмограму;
- интегрисања целокупног сеизмичког сигнала, односно на основу срачунатог механичког рада сеизмичких таласа у тачки осматрања;
- спектралних карактеристика сеизмограма.

## Локална (Рихтерова) магнитуда
Магнитуду {\displaystyle M_{L}} могуће је дефинисати и у другачијем емпиријском облику. Дефиниција се заснива на корелационој анализи максималних амплитуда сеизмичких сигнала, регистрованих код већег броја земљотреса, као и одговарајућих података о магнитуди срачунатој за исте земљотресе, на основу регистрација на стандардним сеизмографима. Општи израз такве емпиријске формуле је:
{\displaystyle M_{L}=log({\frac {A_{max}}{T}})+f(\Delta )}
где су: {\displaystyle A_{max}} - максимална амплитуда трансверзалних сеизмичких таласа; {\displaystyle T} - периода тог таласа; {\displaystyle f(\Delta )} - калибрациона функција која зависи од растојања од епицентра, {\displaystyle \Delta }, сеизмолошке станице, а утврђује се емпиријски, по формули: {\displaystyle f(\Delta )=a_{0}+a_{1}log(\Delta )}.

## Магнитуда површинских таласа
Интернационална асоцијација за сеизмологију и физику Земљине унутрашњости усвојила је следећу математичку дефиницију магнитуде површинских таласа ({\displaystyle M_{s}}) земљотреса:
{\displaystyle M_{s}=log_{10}({\frac {A_{s}}{T}})+1.66log_{10}(\Delta )+3.3},
где је: {\displaystyle A_{s}} - вертикална компонента помераја, у микрометрима, добијена на основу максималне амплитуде Рејлијевих таласа; {\displaystyle T} - периода таласа; {\displaystyle \Delta } - лучно растојање од епицентра земљотреса, у степенима. Формула важи када је хипоцентар земљотреса на дубини мањој од 50 km. Дубина извора (хипоцентра) утиче на природу сеизмичког таласа, чак и када се део енергије изгуби. Земљотреси, чији је хипоцентар на великој дубини, могу узроковати само мале и слабе површинске таласе, док плићи земљотреси узрокују веома јаке површинске таласе. Претходна једначина за магнитуду површинских таласа је изведена из проучавања плитких земљотреса, која су вршена на растојањима већим од 20°. Да би се избегле грешке услед ефеката, као што су удаљености веће од 20° и дубине хипоцентра веће од 50 km, потребно је увести поправке за прерачунату вредност магнитуде {\displaystyle M_{s}}. 

## Магнитуда запреминских таласа
Амплитуда запреминских таласа није тако осетљива на дубину хипоцентра. Као резултат тога, скале магнитуде земљотреса су развијене и за запреминске таласе. Једначина, коју је извео Б. Гутенберг 1945. године, може се искористити за прорачун магнитуде запреминских таласа ({\displaystyle m_{b}}), на основу максималне амплитуде ({\displaystyle A_{p}}) помераја земље, са периодом мањим од 3 секунде:
{\displaystyle m_{b}=log_{10}({\frac {A_{p}}{T}})+Q(\Delta ,h)},
где је: {\displaystyle Q(\Delta ,h)} - емпиријска поправка за смањење сигнала, услед растојања од епицентра ({\displaystyle \Delta }) и дубине хипоцентра ({\displaystyle h}), која се очитава директно са графикона или из табела података. 
За неке земљотресе могуће је срачунати обе магнитуде, и {\displaystyle M_{s}} и {\displaystyle m_{b}}. Међутим, различите процене магнитуде се не слажу добро, осим за мале земљотресе. То се дешава због тога што земља има различит одговор на сеизмички догађај, али и због различите природе запреминских таласа и површинских таласа. Запремински таласи имају различиту зависност од амплитуде и фреквенце, него површински таласи. Магнитуда {\displaystyle m_{b}} је процењена из високе фреквентне фазе (1 Hz), док је {\displaystyle M_{s}} изведено на основу нискофреквентних вибрација (0.05 Hz). Изнад одређене размере, свака метода постаје неосетљива и наступа сатурација магнитуде. Ово се, за запреминске таласе, догађа на вредности магнитуде {\displaystyle m_{b}=6} сви јачи земљотреси дају исту магнитуду запреминских таласа. Слично, сатурација магнитуде површинских таласа је на вредности {\displaystyle M_{s}=8}. Дакле, за веће земљотресе, ова два параметра не показују праву величину енергије која је ослобођена у жаришту потреса. Дефиниција магнитуде, која се користи приликом великих земљотреса, заснована је на дугопериодичном спектру сеизмичког таласа. Она много боље описује физичку димензију хипоцентра земљотреса. 